# Amy Winehouse

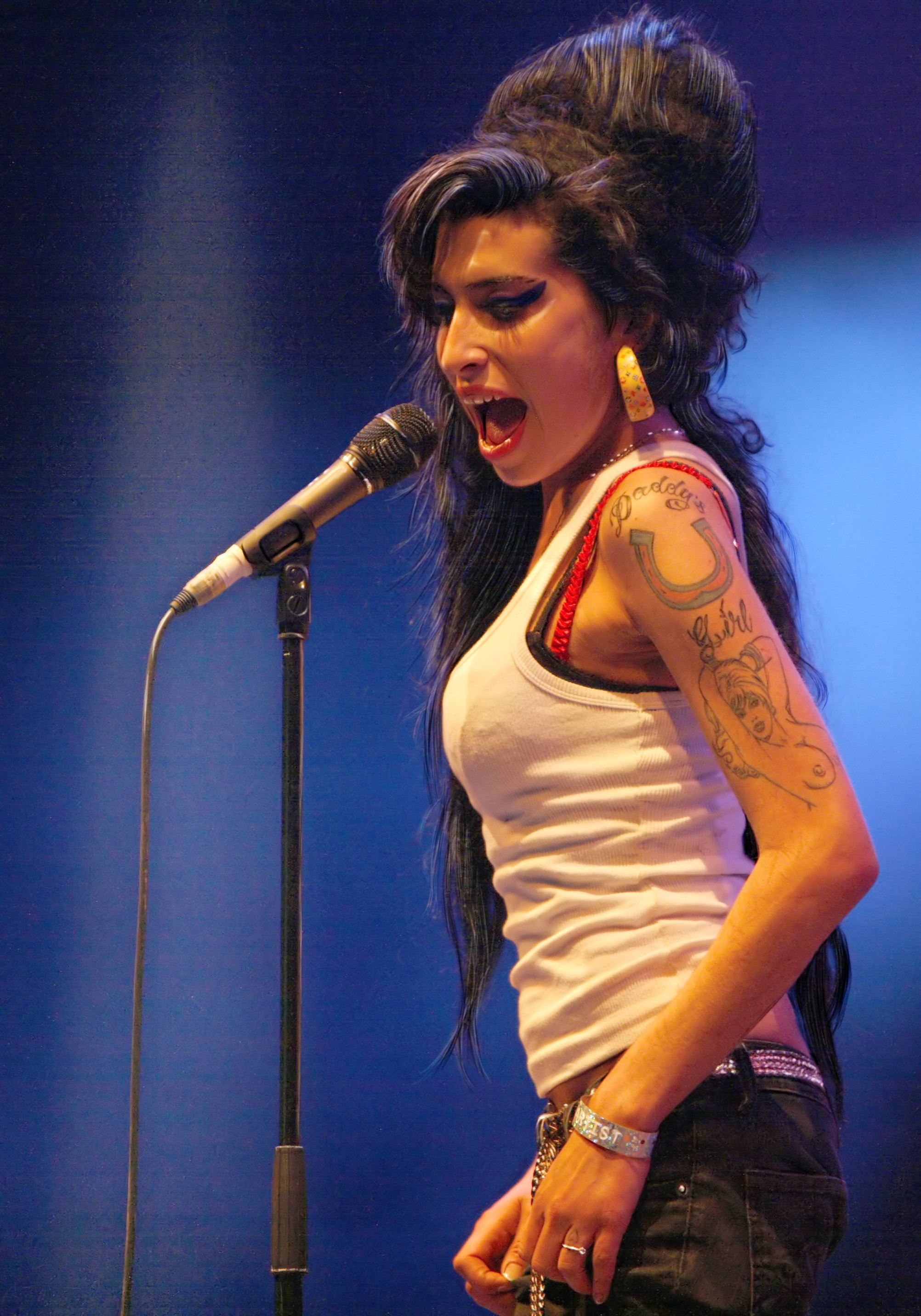
Amy Winehouse im Jahr 2007 auf dem Musikfestival Eurockéennes in Frankreich

Amy Jade Winehouse (* 14. September 1983 in Southgate, London; † 23. Juli 2011 in Camden, London) war eine britische Soul- und Jazz-Sängerin und Songschreiberin.
Den internationalen Durchbruch schaffte Winehouse 2006 mit dem Album Back to Black. Sie verkaufte in ihrer achtjährigen Karriere über 33,2 Millionen Tonträger und wurde unter anderem mit sechs Grammy Awards ausgezeichnet. Als ihr Markenzeichen galt ein dicker Lidstrich sowie die Beehive-Frisur, die durch Winehouse wieder in Mode kam.

## Leben

### Familie und Jugend
Amy Jade Winehouse wuchs gemeinsam mit ihrem älteren Bruder Alex in einer jüdischen Familie in London auf. Ihr Vater Mitch war Taxifahrer und ihre Mutter Janis Apothekerin. Seit ihrer Kindheit hörte sie die Jazz-Platten ihres Vaters. Winehouse’ Eltern trennten sich, als sie neun Jahre alt war. Mit zwölf wechselte sie auf die Sylvia Young Theatre School, von der sie wegen störenden Verhaltens verwiesen wurde. Im Alter von 15 Jahren wechselte sie zum fünften Mal die Schule und kam auf die Mount School in Mill Hill, wo sie einen Abschluss erreichte. Anschließend besuchte sie die renommierte Londoner BRIT School, um Musiktheater zu studieren. Sie brach das Studium nach knapp einem Jahr ab.

### Drogenprobleme und letzte Lebensjahre
Im Zuge ihres internationalen Durchbruchs hatte Winehouse mit psychischen Problemen und Drogenmissbrauch zu kämpfen. Eine Mitschuld an ihrer Drogensucht wurde Blake Fielder-Civil zugeschrieben, mit dem sie von 2007 bis 2009 verheiratet war. In einem Interview gestand er, Winehouse an harte Drogen herangeführt zu haben. Zudem habe er sie mehrfach daran gehindert, eine Entziehungskur zu machen. Als sich Winehouse Ende 2008 von ihm getrennt hatte, gelang es ihr, zumindest von den illegalen Drogen loszukommen. Winehouse hatte allerdings noch ihre Alkoholprobleme, die sich während ihrer Entgiftung verschlimmerten. Von 2007 bis Ende 2008 litt sie an Bulimie, die durch ihre Drogensucht ausgelöst worden war. Die Presse berichtete über ihr selbstverletzendes Verhalten; ihr Vater bestätigte dies.
Am 23. Juli 2011 wurde Amy Winehouse tot aufgefunden. Sie war an einer Alkoholvergiftung mit 4,16 Promille im Blut gestorben. Sie wurde auf dem Edgwarebury Jewish Cemetery im London Borough of Barnet, einem nördlichen Stadtbezirk von London, beigesetzt. Sie wird wegen ihres frühen Todes mit 27 Jahren, zusammen mit anderen Stars, die im gleichen Alter starben, dem sogenannten Klub 27 zugerechnet.

## Karriere

### 2003–2005: Nationaler Durchbruch
Am 22. Januar 2003 unterschrieb Winehouse im Alter von 19 Jahren ihren ersten Schallplattenvertrag bei Island Records und begann gemeinsam mit dem Produzenten Salaam Remi die Arbeit an ihrem Debütalbum Frank. Bis auf zwei Coversongs schrieb sie alle Liedtexte für ihr Debütalbum selbst und sagte, sie könne nur Songs schreiben, die auf eigener Erfahrung beruhten. Die Texte handeln überwiegend von ihrer Beziehung zu ihrem Ex-Freund/Ex-Mann. Musikalisch lässt sich das Album in die Richtung des modernen 2000er-Jazz einordnen, gemixt mit leichten Hip-Hop-Beats. Als musikalische Vorbilder gab sie unter anderem Sarah Vaughan, Dinah Washington und Ella Fitzgerald an.
Am 6. Oktober 2003 erschien Winehouse’ erste Single Stronger Than Me; das Album Frank wurde am 20. Oktober 2003 veröffentlicht. Es erreichte Platz drei der UK-Albumcharts, bis Ende 2004 verkaufte es sich im Vereinigten Königreich 900.000 Mal und wurde dafür mit Dreifach-Platin ausgezeichnet. Das Album brachte der damals 20-Jährigen den nationalen Durchbruch. Außerhalb Großbritanniens blieb das Album zunächst erfolglos, erst durch den großen internationalen Erfolg des Nachfolgers Back to Black stieg das Album im Herbst 2007 in 14 weiteren Ländern in die Top 10.
Im Januar 2004 erschien Winehouse’ zweite Single Take the Box. Im Februar wurde sie bei den BRIT Awards nominiert. Mit In My Bed erschien im April die dritte Singleauskopplung aus dem Album Frank. Im Mai wurde sie für das Lied Stronger Than Me mit dem Ivor Novello Award ausgezeichnet. Im Sommer 2004 spielte Winehouse auf verschiedenen Musikfestivals, beispielsweise auf dem Glastonbury Festival und dem North Sea Jazz Festival. Im August erschien mit Fuck Me Pumps die vierte und letzte Single aus dem Album Frank. Im September 2004 gewann sie den Mercury Music Prize in der Kategorie Album of the Year. Im November führte Winehouse ihre erste Englandtour durch.
Im Februar 2005 wurde sie erneut bei den BRIT Awards in der Kategorie Best British Female Solo Artist nominiert, gewann den Preis aber nicht. Anfang 2005 verkündete Winehouse, sie wolle sich einer kreativen Pause unterziehen. Sie habe keine Ideen für ein weiteres Album und wisse nicht, worüber sie schreiben solle.

### 2006–2008: Internationaler Durchbruch
Von März bis August 2006 arbeitete Amy Winehouse erneut mit Salaam Remi und zum ersten Mal mit Mark Ronson an ihrem zweiten Album Back to Black. Der Großteil der Songs handelt von ihrer Beziehung zu ihrem Ex-Freund/-Mann Blake Fielder-Civil. Musikalisch wurde das Album vom Soul der 1960er Jahre inspiriert. Mark Ronson sagte, Back to Black sei ein Mix aus dem Soulsound der 1960er und der 2000er Jahre. Zu Winehouse’ musikalischer Veränderung kam auch eine optische Änderung. Ihr Kleidungsstil ging vermehrt in Richtung der 1960er Jahre, zudem wurde die Beehive-Frisur zu ihrem Markenzeichen. Es entstand der für Winehouse typische Retrolook.
Am 6. Oktober 2006 erschien die Single Rehab, am 27. Oktober das Album Back To Black. Winehouse’ musikalische und optische Veränderung sowie der Text von Rehab brachte ihr auch außerhalb Englands viel mediale Aufmerksamkeit. Das Album Back to Black erreichte in 20 Ländern Platz 1 der Charts und in 10 weiteren die Top 10. Bis Ende des Jahres 2006 verkaufte sich Back to Black weltweit 1,5 Millionen Mal. Das Album brachte der damals 23-Jährigen den internationalen Durchbruch.
2007 erschienen mit You Know I’m No Good, Back to Black, Tears Dry On Their Own und Love Is a Losing Game vier weitere Auskopplungen aus dem Album. Im Februar gewann sie bei den BRIT Awards in der Kategorie Best British Female Solo Artist, und sie trat dort mit ihrem Song Rehab auf. Im Mai wurde sie mit dem Ivor Novello Award für ihren Song Rehab ausgezeichnet, im Juni trat sie bei den MTV Movie Awards auf. Im Sommer 2007 spielte Winehouse weltweit auf vielen großen Festivals, unter anderem auf Malta, dem Isle Of Wight Festival, dem Rock Werchter in Belgien und dem Eurockéennes Festival in Frankreich. Zudem trat sie am 22. September 2007 in London bei einer Aftershow von Prince live auf. Am 1. November gewann Winehouse bei den MTV Europe Music Awards den Preis in der Kategorie Artist Choice und trat dort auch auf.

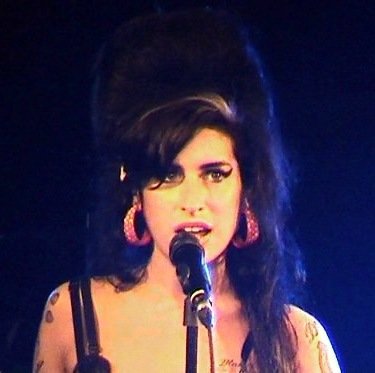
Amy Winehouse in Berlin (Januar 2007)

Der Auftakt ihrer England-Tournee am 14. November in Birmingham endete in einem Chaos; Winehouse kam betrunken auf die Bühne und konnte sich kaum auf den Beinen halten. Als das Publikum sie ausbuhte, brach sie das Konzert ab, und die restlichen Tourtermine wurden abgesagt. Ende November sagte ihr Management alle restlichen Termine bis Ende des Jahres 2007 aufgrund von Erschöpfungszuständen ab. Winehouse war 2007 mit einem Verdienst in Höhe von zwölf Millionen Pfund die bestverdienende Frau im britischen Showgeschäft.
Am 10. Februar 2008 wurde Amy Winehouse bei der Grammyverleihung fünfmal ausgezeichnet. Zudem trat sie noch mit einem Medley aus ihren Songs You Know I Am No Good und Rehab auf. An der Verleihung konnte sie nicht persönlich teilnehmen, da sie aufgrund ihrer Drogenprobleme kein Visum für die USA bekam. Sie wurde per Satellit für ihren Auftritt und ihre Dankesrede aus den Riverside-Studios in London zugeschaltet. Am 20. Februar trat sie bei den BRIT-Awards auf. Sie sang zusammen mit Mark Ronson seine Coverversion des Songs Valerie und trat mit ihrem eigenen Song Love Is a Losing Game auf.
Im April wurde bekanntgegeben, dass Winehouse und ihr Produzent Mark Ronson den Titelsong zum James-Bond-Film Ein Quantum Trost produzieren sollten. Die Arbeit an dem Song wurde jedoch im selben Monat wieder eingestellt, da Winehouse nicht in der Lage war zu arbeiten.
Aufgrund von Winehouse’ gesundheitlichen Problemen wurden ihre öffentlichen Termine für 2008 stark beschränkt. Am 30. Mai kam sie mit einer Stunde Verspätung in einem labilen Zustand beim Rock in Rio-Lissabon auf die Bühne. Zudem klang ihre Stimme sehr heiser; Grund dafür sollen Halsschmerzen gewesen sein. Weitere Termine verliefen ohne Probleme, so trat sie unter anderem auch beim Glastonbury-Festival und bei Rock in Rio-Madrid auf. Außerdem trat sie Ende Juli bei Nelson Mandelas 90. Geburtstag im Londoner Hyde Park auf. Kurz vor diesem Auftritt wurde in Madame Tussauds Londoner Wachsfigurenkabinett von ihren Eltern eine Amy-Winehouse-Figur enthüllt.
Im August erschien eine limitierte EP von Winehouse, auf der vier Coversongs in Ska-Versionen neu arrangiert worden waren. The Ska Ep sollte ein Vorgeschmack auf den Sound ihres dritten Albums werden, das sie aufgrund ihres Gesundheitszustands nicht fertigstellen konnte.

### 2009–2011: Karrierepause und Comebackversuch

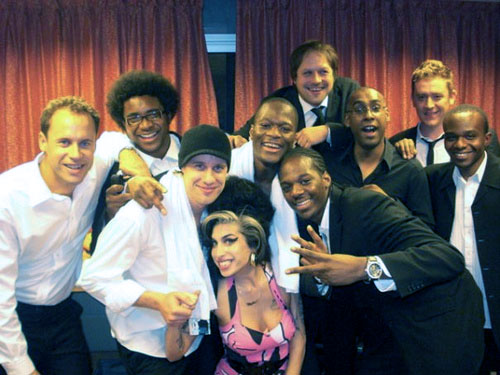
Amy Winehouse mit ihrer Band (2009)

Nachdem Winehouse im Oktober 2008 eine Karrierepause auf unbestimmte Zeit angekündigt hatte, um sich auf ihre Gesundheit zu konzentrieren, gab es 2009 und 2010 kaum öffentliche Auftritte. Von Januar bis August 2009 war Winehouse auf der Karibikinsel St. Lucia, um dort eine Entziehungskur zu machen. Im Mai 2009 trat sie beim St. Lucia Jazz Festival auf, um sich bei den Inselbewohnern für ihre Gastfreundschaft zu bedanken, aber das Konzert musste aufgrund ihres Zustandes abgebrochen werden. 2009 bemühte sich Winehouse auch um die Karriere ihrer Patentochter Dionne Bromfield und unterstützte sie als Backgroundsängerin. Im April 2010 gab das britische Modehaus Fred Perry seine Zusammenarbeit mit Winehouse bekannt und im Oktober erschien dort ihre erste eigene Modelinie. Im Dezember 2010 trat sie bei einem Privatkonzert eines russischen Milliardärs vor 500 geladenen Gästen auf und zeigte eine 60-minütige Show. Für ihren Auftritt erhielt sie eine Gage von 1,1 Millionen Pfund.
Im Januar 2011 verkündete ihr Management, dass Winehouse schrittweise an ihrem Comeback arbeiten wolle. Es wurden für den Frühling eine Tournee durch Brasilien, für den Sommer eine Europatournee und für den Herbst ein neues Studioalbum angekündigt. Im Frühling 2011 startete Amy Winehouse die Brasilien-Tour und bekam für ihre fünf Konzerte positive Kritik. Beim Auftakt ihrer Europa-Tournee in Belgrad am 18. Juni 2011 kam Winehouse alkoholisiert und mit einer halben Stunde Verspätung auf die Bühne. Sie konnte sich kaum auf den Beinen halten und lallte, anstatt zu singen. Nach dem Belgrad-Konzert wurde nicht nur die restliche Europa-Tournee, sondern auch die Veröffentlichung ihres dritten Albums abgesagt. Das Management von Winehouse verkündete, ihr Comeback auf unbestimmte Zeit zu verschieben, da sie noch nicht fit genug dafür sei.

## Rezeption und Einflüsse

### Zu Lebzeiten
Amy Winehouse bezeichnete die 1960er Jahre als größte Quelle ihrer Inspiration. Mit ihrem Album Back To Black löste sie eine Welle des Retrosouls aus. Musikalisch orientierte sich das Album an der Soulmusik der 1960er Jahre, gemixt mit den Klängen des 2000er-Souls. Mit ihrer Musik inspirierte Winehouse Interpreten wie Duffy, Adele, Lana Del Rey, Leona Lewis und Bruno Mars.
Mit der Veröffentlichung von Back to Black ging auch Winehouses Look in den Sixties-Retrostil. Ihr Kleidungsstil ähnelte ebenfalls dem der 1960er Jahre, und die Beehive-Frisur wurde zu ihrem Markenzeichen, gepaart mit einem ausgeprägten Lidstrich und Accessoires aus dieser Zeit. Karl Lagerfeld äußerte sich lobend über den Look von Winehouse; Anna Wintour brachte sie im September 2007 auf das Cover der US-Vogue.

### Nach dem Tod

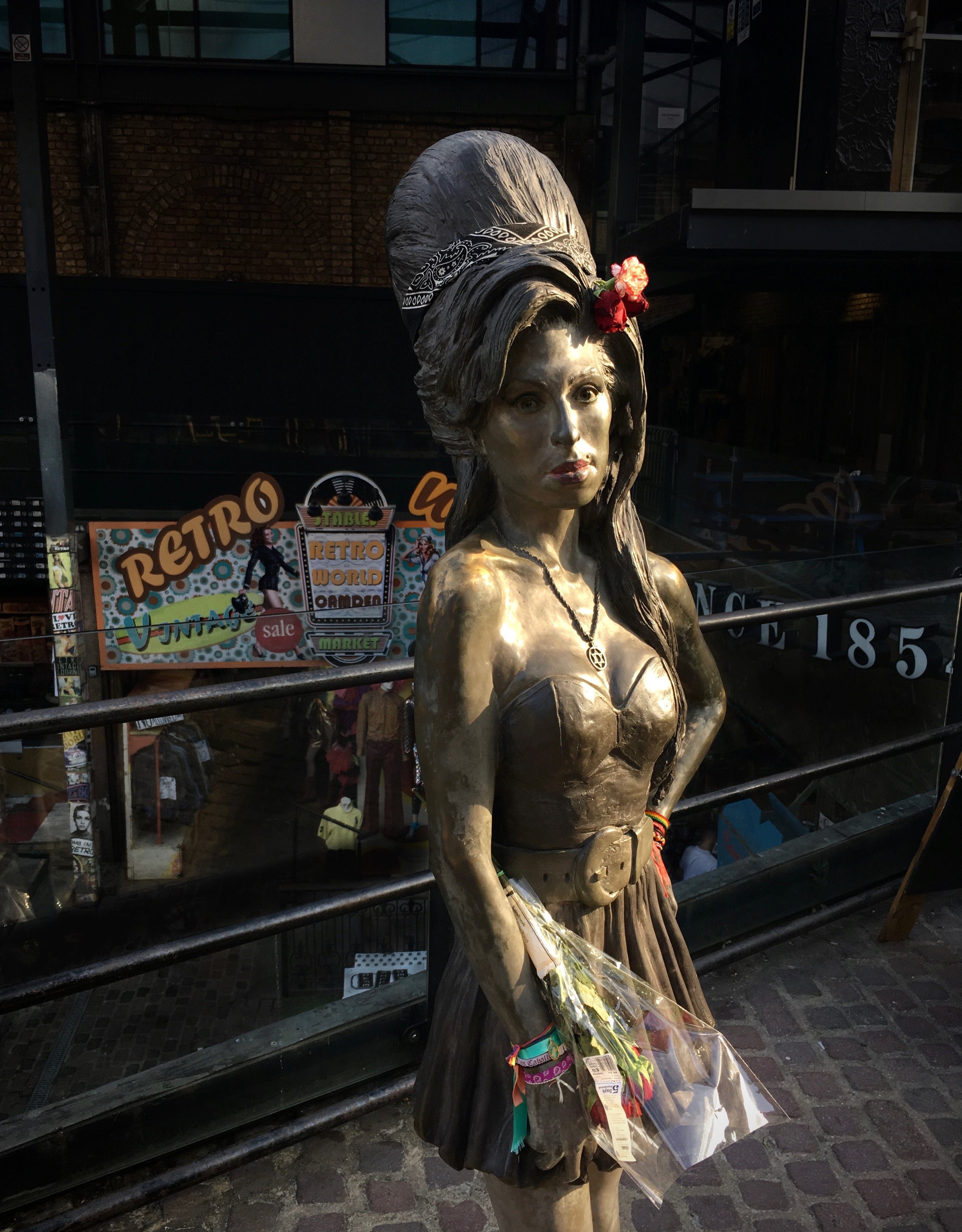
Bronzestatue in Camden, 2018

Nach ihrem Tod erhielten Alben und Singles von Amy Winehouse einen kurzen Verkaufsschub und schafften es für einige Wochen zurück in die Charts. Anfang Dezember 2011 erschienen die Single Our Day Will Come und das Kompilations-Album Lioness: Hidden Treasures. Das Album enthält mehrere Demosongs und unveröffentlichte Versionen, die Amy Winehouse in den Jahren ihrer Karriere aufgenommen hatte, und ihre letzte Studioaufnahme mit Tony Bennett. Das Album schaffte es in zehn Ländern auf Platz 1 und in fünfzehn weiteren in die Top 10.
Ihr Vater Mitch Winehouse gründete die Amy Winehouse Foundation, die benachteiligten Kindern in Not helfen soll. So fließen alle Einnahmen von Amy Winehouse, die nach ihrem Tod erzielt werden, in die Hilfsorganisation. Zudem kam ihr Nachlass von zehn Millionen Pfund in die Foundation.
Am 14. September 2014 wurde eine von Scott Eaton geschaffene lebensgroße Bronzestatue von Amy Winehouse im Londoner Stadtteil Camden enthüllt.
Am 15. Januar 2023 begannen, im Auftrag von Studiocanal UK, die Dreharbeiten zur Filmbiografie über Winehouse mit dem Titel Back to Black. Die Hauptrolle übernahm die britische Schauspielerin Marisa Abela unter der Regie von Sam Taylor-Johnson. Die Veröffentlichung erfolgte im April 2024.

## Diskografie
Studioalben

| Jahr | Titel Musiklabel                                                         | Höchstplatzierung, Gesamtwochen, AuszeichnungChartplatzierungen (Jahr, Titel, Musiklabel, Platzierungen, Wochen, Auszeichnungen, Anmerkungen) | Höchstplatzierung, Gesamtwochen, AuszeichnungChartplatzierungen (Jahr, Titel, Musiklabel, Platzierungen, Wochen, Auszeichnungen, Anmerkungen) | Höchstplatzierung, Gesamtwochen, AuszeichnungChartplatzierungen (Jahr, Titel, Musiklabel, Platzierungen, Wochen, Auszeichnungen, Anmerkungen) | Höchstplatzierung, Gesamtwochen, AuszeichnungChartplatzierungen (Jahr, Titel, Musiklabel, Platzierungen, Wochen, Auszeichnungen, Anmerkungen) | Höchstplatzierung, Gesamtwochen, AuszeichnungChartplatzierungen (Jahr, Titel, Musiklabel, Platzierungen, Wochen, Auszeichnungen, Anmerkungen) | Anmerkungen                                                   | [↑]: gemeinsam behandelt mit vorhergehendem Eintrag; [←]: in beiden Charts platziert |
| Jahr | Titel Musiklabel                                                         | DE | AT | CH | UK | US | Anmerkungen                                                   |                                                                                      |
| ---- | ------------------------------------------------------------------------ | --- | --- | --- | --- | --- | ------------------------------------------------------------- | ------------------------------------------------------------------------------------ |
| 2003 | Frank Island Records (UMG)                                               | DE9 Platin · (48 Wo.)DE | AT5 Gold · (53 Wo.)AT | CH16 Platin · (30 Wo.)CH | UK3 ×3Dreifachplatin · (143 Wo.)UK | US33 (24 Wo.)US | Erstveröffentlichung: 20. Oktober 2003 Verkäufe: + 2.407.500  |                                                                                      |
| 2008 | Frank (Deluxe-Edition) Island Records (UMG)[DE: ↑][AT: ↑][CH: ↑]         | DE9 Platin · (48 Wo.)DE | AT5 Gold · (53 Wo.)AT | CH16 Platin · (30 Wo.)CH | UK99 (1 Wo.)UK[US: ↑] | US33 (24 Wo.)US | Erstveröffentlichung: 9. Mai 2008                             |                                                                                      |
| 2006 | Back to Black Island Records (UMG)                                       | DE1 ×6Sechsfachplatin · (257 Wo.)DE | AT1 ×7Siebenfachplatin · (224 Wo.)AT | CH1 ×7Siebenfachplatin · (280 Wo.)CH | UK1 ×1515-fach-Platin · (549 Wo.)UK | US2 ×2Doppelplatin · (177 Wo.)US | Erstveröffentlichung: 27. Oktober 2006 Verkäufe: + 20.000.000 |                                                                                      |
| 2007 | Back to Black (Deluxe-Edition) Island Records (UMG)[DE: ↑][AT: ↑][CH: ↑] | DE1 ×6Sechsfachplatin · (257 Wo.)DE | AT1 ×7Siebenfachplatin · (224 Wo.)AT | CH1 ×7Siebenfachplatin · (280 Wo.)CH | UK1 ×2Doppelplatin · (55 Wo.)UK[US: ↑] | US2 ×2Doppelplatin · (177 Wo.)US | Erstveröffentlichung: 13. November 2007 Verkäufe: + 600.000   |                                                                                      |

## Auszeichnungen (Auswahl)
- BRIT Awards
  - 2007: Best Female Solo Artist
- ECHO Pop
  - 2009: Künstlerin des Jahres (international)
  - 2009: Album des Jahres
- Grammy Awards
  - 2008: Best New Artist
  - 2008: Best Pop Vocal Album
  - 2008: Record of the Year
  - 2008: Song of the Year
  - 2008: Best Female Pop Vocal Performance
  - 2012: Best Pop Duo/Group Performance (mit Tony Bennett)
- Ivor Novello Awards
  - 2004: Best Contemporary Song Musically & Lyrically
  - 2007: Best Contemporary Song
  - 2008: Best Song Musically & Lyrically
- MTV Europe Music Awards
  - 2007: Artist’s Choice
- Mercury Music Prize
  - 2004: Album of the Year
- World Music Awards
  - 2008: Best Selling Pop/Rock Female

## Dokumentarfilme
- Arena: Amy Winehouse – The Day She Came to Dingle (veröffentlicht 2012)

Am 3. Dezember 2006 trat Amy Winehouse in der fünften Staffel von Other Voices auf, die in dem kleinen irischen Fischerdorf Dingle, County Kerry, in der südwestlichen Ecke Irlands, gedreht wurde. Kurz nach 21 Uhr betrat Amy Winehouse die Bühne in der Dorfkirche St. James. In einer herausragenden akustischen Performance, die etwas mehr als 20 Minuten dauerte, sang sie 6 Songs, einzig begleitet von einem Gitarristen und einem Bassisten.
Amy Winehouse’ Auftritt bei Other Voices wurde von The London Times als 17. bestes Konzert aller Zeiten bezeichnet, in einer Liste der 25 besten Konzerte. Der Dokumentarfilm ist auf Disc Two (DVD) von Amy Winehouse At The BBC zu finden.
- Pop-Legenden – Amy Winehouse, von Andreas Kanonenberg (Buch und Regie), 2013, 45 Min., eine Produktion von CineCentrum Hamburg (Ulrich Lenze) im Auftrag des SWR (Gerolf Karwath)
- Amy von Asif Kapadia, UK 2015, 127 Min., deutscher Kinostart: 16. Juli 2015.
- Reclaiming Amy, UK 2021, 59 Min, eine Produktion von BBC Two